# فرودگاه اوزار
 فرودگاه اوزار (به انگلیسی: Ozar Airport) (به زبان بومی: ओझर विमानतळ) یک فرودگاه نظامی است که یک باند فرود بتن و آسفالت دارد و طول باند آن ۳۵۸۲ متر است. این فرودگاه در شهر ناسیک کشور هند قرار دارد و در ارتفاع ۵۷۹ متری از سطح دریا واقع شده است.